# إيزابيلا سبرنجموهيل تيخادا
إيزابيلا سبرنجموهيل تيخاد (بالإسبانية: Isabella Springmuhl Tejada) (من مواليد 23 فبراير 1997) هي مصممة أزياء غواتيمالية. يُذكر أن إيزابيلا كانت أول مصممة أزياء لديها متلازمة داون. تم عرض تصاميم إيزابيلا في الجزء الدولي لأزياء المعارض في أسبوع الموضة في لندن في عام 2016. وفي نفس العام، تم التصويت عليها كواحدة من أفضل 100 امرأة في بي بي سي.

## خلفية عن حياتها
تيخادا هي الأصغر بين أربعة أطفال. كانت جدتها لأمها مصمّمة موهوبة ولاحظت موهبة الفتاة الصغيرة في الرسم وصنع الملابس لدماها. بعد تخرجها من الكلية بدرجة بكالوريوس في العلوم والآداب، تقدمت إيزابيلا بطلب لدراسة الموضة ولكنها رُفضت بسبب متلازمة داون. في النهاية تم قبولها في مدرسة لدراستها.

## عالم الموضة
تتأثر تصميمات تيخادا بالفولكلور في غواتيمالا. عملت تيخادا مع العديد من الفنانين الجواتيماليين الأصليين الذين أثروا عليها كثيرًا. تصنع تيخادا الملحقات والمحافظ والعباءات والفساتين المستوحاة من ثقافة بلدها، كما تصنع ملابس مصممة خصيصًا للأشخاص الذين يعانون من مثل حالتها. تتمتع تصميماتها بأنها نابضة بالحياة، مع تطريز الأزهار الملونة باستخدام المنسوجات الغواتيمالية القديمة. تقول البي بي سي عن تصميمها: «لديها عملية تصميم فريدة خاصة بها تبدأ من خلال اختيار منسوجات غواتيمالية عتيقة وأصلية من موردها الموثوق به في أنتيغوا، ثم تعمل عليها في ورشة أعمالها من خياطة وتطريز بخبرة كبيرة، كل ذلك وفقًا لمواصفات إيزابيلا.»

## الشهرة
دعيت تيخادا في عام 2015، لعرض عملها في متحف زيشيل للمنسوجات والملابس المحلية في غواتيمالا. كانت معروضاتها ناجحة وباعت العديد من مجموعتها. ومنذ ذلك الحين ازدادت شعبيتها، وعرضت تصاميمها في بنما. وفي عام 2016، تم عرض فساتينها في الجزء الدولي لعروض الأزياء في أسبوع الموضة في لندن. وفي أكتوبر 2016، تمت دعوتها إلى روما لعرض تصاميمها. تم التصويت لها كواحدة من أفضل 100 امرأة في بي بي سي في عام 2016 لمساهمتها في مجال الأزياء والموضة، على الرغم من حالتها المرضية.